# One Pound Fish
"One Pound Fish", também estilizado £1 Fish ou £1.00 Fish é uma canção feita pelo britânico-paquistanês Muhammad Shahid Nazir, mais conhecido como "One Pound Fish Man" depois de realizar esta música. Foi lançado a 7 de dezembro de 2012 para download digital no Reino Unido, chegando a ser o número 28 no UK Singles Chart, número 5 no UK Dance Chart e número 1 no UK Asian Chart. No Youtube a música foi publicada a 10 de dezembro de 2012 e a 20 de janeiro de 2013 tinha mais de 17 milhões de visualizações.